# Fresnoy-lès-Roye
Fresnoy-lès-Roye is een gemeente in het Franse departement Somme (regio Hauts-de-France) en telt 266 inwoners (1999). De plaats maakt deel uit van het arrondissement Montdidier.

## Geografie
De oppervlakte van Fresnoy-lès-Roye bedraagt 7,7 km², de bevolkingsdichtheid is 34,5 inwoners per km².
De onderstaande kaart toont de ligging van Fresnoy-lès-Roye met de belangrijkste infrastructuur en aangrenzende gemeenten.

## Demografie
Onderstaande figuur toont het verloop van het inwonertal (bron: INSEE-tellingen).